# Puente Grande
Puente Grande är en ort i Mexiko.   Den ligger i kommunen Tonalá och delstaten Jalisco, i den centrala delen av landet, 400 km väster om huvudstaden Mexico City. Puente Grande ligger 1 475 meter över havet och antalet invånare är 5 636.
Terrängen runt Puente Grande är kuperad söderut, men norrut är den platt. Runt Puente Grande är det ganska tätbefolkat, med 239 invånare per kvadratkilometer. Närmaste större samhälle är Tonalá, 10,3 km nordväst om Puente Grande. I omgivningarna runt Puente Grande växer huvudsakligen savannskog.